# 426 (số)
426 (bốn trăm hai mươi sáu) là một số tự nhiên ngay sau 425 và ngay trước 427.